# Danny Kirrane
Daniel „Danny“ Peter Kirrane (* im 20. Jahrhundert in Huddersfield, West Yorkshire) ist ein britischer Schauspieler.

## Werdegang
Danny Kirrane stammt aus Huddersfield und ist seit 2007 als Schauspieler aktiv. Zunächst übernahm er vor allem Gastrolle in britischen Serien, darunter Skins – Hautnah, Doctors, Casualty, The Inbetweeners oder Hustle – Unehrlich währt am längsten. 2013 war er als Dave in der Serie Trollied zu sehen. Weitere wiederkehrende Rollen verbuchte er etwa mit Critical, New Blood oder Wasted.
Auch in Filmen tritt Kirrane auf. 2014 war er in den Filmen Walking on Sunshine und Automata jeweils in Nebenrollen zu sehen. 2017 erlangte er größere, auch internationale Bekanntheit. In Pirates of the Caribbean: Salazars Rache, dem fünften Teil der Piraten-Saga, übernahm er die Rolle des Bollard. Darüber hinaus wirkte er auch an der siebten Staffel der Serie Game of Thrones in der Rolle eines Wachsoldaten mit.

## Filmografie (Auswahl)
- 2007: Skins – Hautnah (Skins, Fernsehserie, Episode 1x08)
- 2008: Flushed (Kurzfilm)
- 2009: Trinity (Fernsehserie, Episode 1x02)
- 2010: Doctors (Fernsehserie, eine Episode)
- 2010: Casualty (Fernsehserie, Episode 25x04)
- 2010: The Inbetweeners (Fernsehserie, Episode 3x04)
- 2011: Hustle – Unehrlich währt am längsten (Hustle, Fernsehserie, Episode 7x05)
- 2012: The Pub (Kurzfilm)
- 2013: Utopia (Fernsehserie, Episode 1x01)
- 2013: Trollied (Fernsehserie, 14 Episoden)
- 2014: Walking on Sunshine
- 2014: Automata
- 2015: Critical (Fernsehserie, 9 Episoden)
- 2016: Doctor Thorne (Fernsehserie, 2 Episoden)
- 2016: New Blood (Fernsehserie, 3 Episoden)
- 2016: Wasted (Fernsehserie, 6 Episoden)
- 2016: The Hatching
- 2017: Pirates of the Caribbean: Salazars Rache (Pirates of the Caribbean: Dead Men Tell No Tales)
- 2017: Game of Thrones (Fernsehserie, Episode 7x04)
- 2018: Poldark (Fernsehserie, 3 Episoden)
- 2018: Peterloo